# Ernest Crofts
Pour les articles homonymes, voir Crofts.

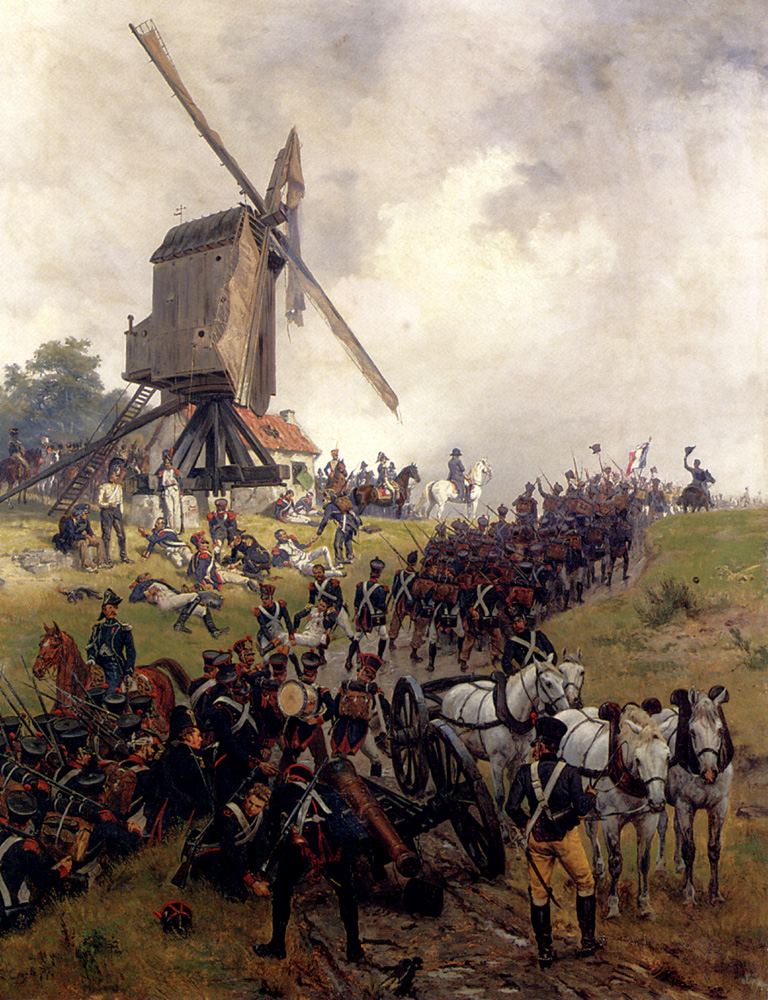
Ligny par Ernest Crofts (1875)

Ernest Crofts, né à Leeds le 15 septembre 1847 et mort à Londres le 19 mars 1911, est un peintre militaire britannique. 

## Biographie
Élève d'Emil Hünten, il séjourne à Düsseldorf puis devient conservateur de la Royal Academy de Londres. 

## Œuvres
Liste donnée par René Édouard-Joseph :
- En retraite (épisode de la guerre franco-allemande)
- Napoléon à Ligny
- Le Matin de la bataille de Waterloo
- Olivier Cromwell à Marston Moor
- Le Soir de la bataille de Waterloo
- Wallenstein (1884)
- The Gunpowder Plot (1892)
- The Opening the first Royal Exchange by Queen Elizabeth 23 January 1570 (1899)